# Борджо-Верецци
Борджо-Верецци (итал. Borgio Verezzi) — коммуна в Италии, располагается в регионе Лигурия, в провинции Савона.
Население составляет 2357 человек (2008 г.), плотность населения составляет 807 чел./км². Занимает площадь 3 км². Почтовый индекс — 17022. Телефонный код — 019.
Покровителем коммуны почитается святой апостол Пётр, празднование 29 июня.

## Демография
Динамика населения:

## Администрация коммуны
- Официальный сайт: http://www.comune.borgio-verezzi.sv.it